# 科连特斯
科连特斯（西班牙語：Corrientes）位于阿根廷东北部巴拉那河畔，邻近巴拉圭边境，是科连特斯省的首府，人口328,689（2001年）。
國立東北大學的其中一家分校設於此市。